# Château de Ménilmontant
Château de Ménilmontant, nazývaný také Château de Saint-Fargeau byl zámek, který nechal v 18. století postavit Michel Le Peletier de Souzy pro svou rodinu nad vesničkou Ménilmontant v Belleville (v současné čtvrti Saint-Fargeau, ve 20. pařížském obvodu).

## Poloha

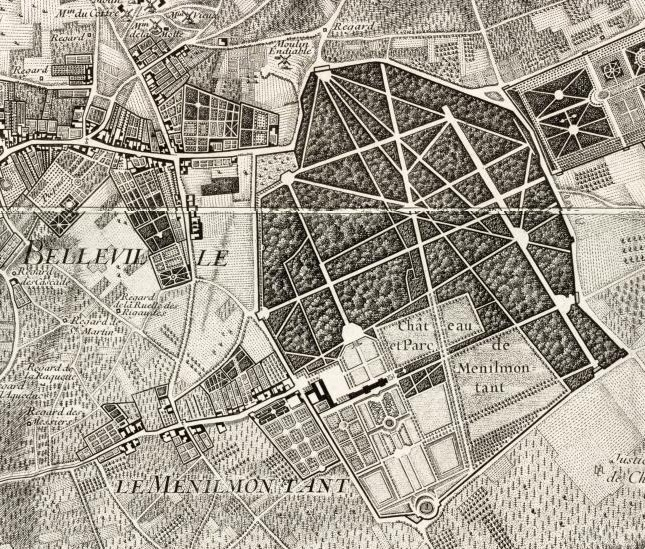
Zámek a park Ménilmontant na plánu z roku 1731.

Původní zámek se rozkládal v místě rohu Rue Pellefort a sudé strany Rue Saint-Fargeau. Novější zámek byl postaven paralelně s touto ulicí trochu jižněji, po obou stranách Rue Henri-Poincaré jak znázorňuje plán z roku 1738.
Posledním pozůstatkem zaniklého zámku je kamenná brána s maskaronem v domě 6 bis na Rue Saint-Fargeau.
Zámecký park byl vymezen ulicemi:
- Rue de Belleville v úseku od Rue de Pelleport k Rue du Télégraphe a Rue de Romainville na severu,
- stará cesta z Pantin do Bagnolet (přibližně na úrovni dnešního Boulevardu Mortier) na východě,
- Rue du Surmelin na jihu,
- Rue Pelleport na západě.

Hlavní vchod do panství se nacházel na dnešní Rue Pelleport č. 128.
Park zabíral druhý vrchol Paříže (128,50 m nad mořem u vchodu do současného hřbitova Belleville).  Současná Rue Haxo byla vytyčena na jedné z alejí v parku. Park se rozkládal mezi Carré de Baudouin na západě a Château des Bruyères na východě.

## Historie
První zámek Ménilmontant vznikl v 16. století na polích nad vesničkou Ménilmontant na panství rozděleného léna Maulny. Panství o rozloze asi 50 ha ohraničené hradbami bylo v 17. století rozšířeno severně od Chemin de Belleville v Romainville, což vedlo k jeho odklonu na místo současné rue de Romainville.
Tento zámek získal v roce 1695 Michel Le Peletier de Saint-Fargeau. Nová budova byla postavena vedle původního zámku jižně od rue Saint-Fargeau rovnoběžné s touto ulicí. Severní část parku zahrnovala lesy a obdělávanou půdu, jeho jižní část mezi zámkem a Rue du Surmelin byla okrasná zahrada s cestami, terasami a kulatým jezírkem umístěným na rohu současné Rue du Capitaine Marchal a Rue Le Bua. Součástí parku byl také belvedér zakončený dvěma věžičkami na místě současných kasáren Tourelles.
Louis-Michel Lepeletier de Saint-Fargeau, prodal severní část parku v roce 1763 mezi rue de Romainville a rue de Belleville a v roce 1786 okrajovou část mezi současnou rue de Pelleport a rue du Télégraphe. Jeho dcera roku 1802 rozparcelovala zbytek parku a roku 1803 prodala starý zámek podél současné rue Saint-Fargeau. V roce 1808 vznikl v bývalém zámeckém parku hřbitov Belleville.
Síť cest byla vytyčena na území bývalého parku na počátku 19. století. Původně jednoduché obslužné komunikace mezi pozemky byly během první poloviny 19. století přeměněny na ulice bývalé obci Belleville: rue Haxo, rue Saint-Fargeau, rue du Borrégo, rue du Télégraphe, část rue de Belleville mezi dvěma přístupy rue de Romainville, rue Turrets. Po připojení obce Belleville k Paříži v roce 1860 byla tato síť doplněna vedlejšími silnicemi a velkým průlomem Avenue Gambetta. Toto území však bylo ještě ve 40. letech 19. století poměrně málo rozvinuté, východní část byla téměř prázdná, což umožnilo výstavbu vodní nádrže Ménilmontant, kasáren Tourelles a zábavního parku Saint-Fargeau.